# Ashley Eckstein
Pour les articles homonymes, voir Eckstein.
Ashley Eckstein (née Drane) est une actrice américaine de cinéma et télévision née le 22 septembre 1981 et connue pour prêter sa voix au personnage Ahsoka Tano dans la série télévisée d'animation Star Wars: The Clone Wars et pour son rôle de Muffy dans Phénomène Raven.
Elle est mariée au joueur de baseball David Eckstein depuis 2005.

## Filmographie

### Cinéma
- 2003 : Prey for Rock & Roll d'Alex Steyermark : une fille Punk
- 2003 : Ancient Warriors de Walter Von Huene : Dylan Paccione
- 2007 : Miss Campus (Sydney White) de Joe Nussbaum (en) : Alicia
- 2007 : Alice dans tous ses états (Alice Upside Down) de Sandy Tung (en) : Miss Cole
- 2008 : Star Wars: The Clone Wars de Dave Filoni : Ahsoka Tano (voix originale)
- 2016 : Souvenirs goutte à goutte (Omoide Poroporo) d'Isao Takahata : Yaeko Okajima (voix anglaise)
- 2019 : Star Wars, épisode IX : L'Ascension de Skywalker (Star Wars: Episode IX – The Rise of Skywalker) de J. J. Abrams : Ahsoka Tano (caméo vocal)

### Télévision
- 1994 : Nickelodeon Guts (en) : elle-même
- 2001 : JAG : Lisa Rossbach
- 2002 : The Rerun Show (en)
- 2002 : The Brady Bunch in the White House (en) (téléfilm) : Jan Brady
- 2003-2006 : Phénomène Raven (That's So Raven) : Muffy
- 2003 : That '70s Show : Julie
- 2004 : Drake et Josh (Drake & Josh) : Susan
- 2004 : La Vie avant tout (Strong Medicine) : Becca
- 2004-2006 : Blue Collar TV (en) : divers personnages
- 2005 : Hot Properties (en) : Nancy
- 2006 : Phil du futur (Phil of the Future) : Grace
- 2008 : Les Remplaçants (The Replacements) : Bailey
- 2008-2014, 2020 : Star Wars: The Clone Wars : Ahsoka Tano (voix originale)
- 2012-2018 : Princesse Sofia : Mia (voix originale)
- 2013 : Robot Chicken : voix additionnelles
- 2014-2017 : Ultimate Spider-Man : l'Épée, Shriek (voix originale)
- 2014-2018 : Star Wars Rebels : Fulcrum / Ahsoka Tano (voix originale)
- 2015-2016 : DC Super Hero Girls : Cheetah (voix originale)
- 2017-2018 : Star Wars : Forces du destin (Star Wars: Forces of Destiny) : Ahsoka Tano (voix originale)[1]
- 2020 : She-Ra et les Princesses au pouvoir (She-Ra and the Princesses of Power) : Tallstar (voix originale)
- 2022 : Tales of the Jedi : Ahsoka Tano (voix originale)

### Jeux vidéo
- 2008 : Star Wars: The Clone Wars - Duels au sabre laser : Ahsoka Tano
- 2008 : Star Wars: The Clone Wars - Les Héros de la République : Ahsoka Tano
- 2011 : Lego Star Wars 3: The Clone Wars : Ahsoka Tano
- 2013 : Star Wars Pinball : Ahsoka Tano
- 2015 : Disney Infinity 3.0 : Ahsoka Tano